# Роберто Розато
Роберто Розато (на италиански: Roberto Rosato) е италиански футболист, защитник.

## Кариера
Розато играе 15 сезона в Серия А за Торино, Милан и Дженоа, преди да премине в Аоста, играейки в Серия Д в продължение на два сезона, преди да се оттегли официално през 1979 г. Той прави своя дебют в Серия А с Торино, при 1:1 срещу Фиорентина на 2 април 1961 г. Розато е най-вече запомнен с изключително успешния си период с Милан, където печели няколко национални и международни трофеи. Дебюта му с Милан е на 4 септември 1966 г., при победа в Серия А с 3:0 над Пиза Калчо.

## Отличия

### Отборни
Милан
- Серия А: 1967/68
- Копа Италия: 1966/67, 1971/72, 1972/73
- КЕШ: 1968/69
- КНК: 1967/68, 1972/73
- Междуконтинентална купа: 1969

### Международни
Италия
- Европейско първенство по футбол: 1968

### Индивидуални
- Зала на славата на АК Милан[3]